# Храм Святителя Николая Чудотворца (Сен-Луи)
Храм Святителя Николая Чудотворца — храм Корсунской епархии Русской православной церкви, расположенный на ул. Rue des Jardins во французском г. Сен-Луи в регионе Эльзас, департамента Верхний Рейн, Франция, близ границы со Швейцарией.

## История
В 1994 году часть общины РПЦЗ в Базеле на общем церковном собрании решила перейти под юрисдикцию «Русской Православной Церкви Западной Европы» во главе с архиепископом Сергием (Коноваловым), а с декабря 1995 года община находится в Сен-Луи
В 2014 году община перешла в Корсунскую епархию Московского патриархата.

## Современное состояние
Так как, город Сен-Луи расположен рядом с местом, где сходятся границы трёх стран — Швейцарии, Франции и Германии, в 1 км от Базеля, с которым его связывает международная трамвайная линия, Храм Свт. Николая Чудотворца является, таким образом, одновременно приходом для трёх стран.
Приход, в основном, русскоязычный, ставший в последние годы довольно большим за счёт последней русской иммиграции. Посещают его не только русские по происхождению, но и грузины, молдаване, украинцы, русскоязычные немцы, французы и швейцарцы.
При приходе с 1991 года существует и действует швейцарская благотворительная организация «милосердный самаритянин — Экстренная Помощь России и Восточной Европе» (нем. Der Barmherzige Samariter - Nothilfe Russland und Osteuropa), которая помогает особо нуждающимся в России (сейчас это, в основном, студенты духовных школ и многодетные семьи). Тесные отношения связывают приход с Русской Православной Церковью в России, с Московской Духовной Академией и семинарией.
Благодаря щедрым подаркам и пожертвованиям, в Храме хранятся многочисленные святыни.